# District de Maogang
Le district de Maogang (茂港区 ; pinyin : Màogǎng Qū) est une subdivision administrative de la province du Guangdong en Chine. Il est placé sous la juridiction de la ville-préfecture de Maoming.